# كلفن شيبارد
كلفن شيبارد (بالإنجليزية: Kelvin Sheppard)‏ هو لاعب كرة قدم أمريكية أمريكي، ولد في 2 يناير 1988 في أتلانتا في الولايات المتحدة.

## وصلات خارجية
- كلفن شيبارد على موقع مرجع كرة القدم المحترفة.كوم (الإنجليزية)